# Jevgenij Kuznetsov (simhoppare)
Jevgenij Vladimirovitj Kuznetsov  (ryska: Евгений Владимирович Кузнецов), född 12 april 1990 i Stavropol, är en rysk simhoppare som vann silver i parhoppning svikt vid Olympiska sommarspelen 2012. Vid världsmästerskapen i simsport 2017 vann han sitt först VM-guld i och med segern i parhoppning svikt tillsammans med partnern Ilja Zacharov.